# Rainer Holmgård
Rainer Karl Helmer Holmgård, född 3 december 1944 i Pedersöre, är en finländsk kyrkomusiker. 
Holmgård fick avgångsbetyg från Sibelius-Akademins kyrkomusikavdelning 1964 och har verkat som kantor-organist i Korsholm sedan 1965. Dessutom har han haft musiklärar- och dirigentuppdrag, bland annat som förbundsdirigent för Finlands svenska kyrkosångsförbund 1982–1986 och för Finlands svenska körförbund från 1999. 
Holmgård har på ett unikt sätt utvecklat musiklivet i sin församling. År 1965 grundade han Korsholms musikskola, som senare övertogs av kommunen. Han grundade även en ungdomskör som senare utvecklades till den blandade kören Psallite. Han har framfört stora verk i Korsholm som Georg Friedrich Händels Messias (1969) samt Johann Sebastian Bachs Matteuspassion (1979) och h-mollmässa (1994). Han har publicerat boken Bröderna Anderssén (1991). Bland kompositionerna märks Korsholmiana (1998), Ars Botnica – ett österbottniskt musikepos (2000), Ecumenica (2002) och Syrismer för stråkar (2003).